# Keine Delikatessen
Keine Delikatessen ist eine Literaturzeitschrift, die seit 2003 von den Wiener Literaturwissenschaftlerinnen Sarah Legler und Maria Seisenbacher herausgegeben wird. In der Zeitschrift werden Prosa und Lyrik sowohl von etablierten als auch von unbekannteren Autoren des gesamten deutschsprachigen Raumes veröffentlicht, darunter Milena Michiko Flašar, Julya Rabinowich und Thomas Ballhausen. Die 19. Ausgabe zum Thema Schweigen stellt erstmals junge Autoren aus dem südosteuropäischen Raum vor und erscheint zweisprachig.
Die Titelmotive stammen von der Künstlerin Karin Ziegelwanger. Die Zeitschrift widmet sich mit jeder Ausgabe einem unterschiedlichen Thema, zuletzt: andernorts (Nr. 17), Schall & Rauch (Nr. 18) und Wasser/Lyrik (Nr. 17). In den ersten Jahren erschien Keine Delikatessen halbjährlich, mittlerweile erscheint eine Ausgabe pro Jahr im Rahmen des Verlagsprogrammes der Edition Atelier.

## Förderungen (Auswahl)
Die Ausgabe Balkan Delikatessen wird gefördert von der Erste Stiftung, der Kulturabteilung der Stadt Wien (MA7) sowie dem Österreichischen Kulturforum Zagreb (Austrijski kulturni forum Zagreb).